# Zinotchka
Zinotchka est une nouvelle d’Anton Tchekhov, parue en 1887.

## Historique
Zinotchka est initialement publiée dans la revue russe Le Journal de Pétersbourg, numéro 217, du 10 août 1887, sous le pseudonyme d'A.Tchekhonte.
Le thème du chantage par un enfant avait déjà été abordé par l'auteur dans la nouvelle Un méchant garnement, parue en 1883.

## Résumé
Lors d'un bivouac de chasseurs, chacun y va de son histoire. Plutôt que de raconter un premier amour, l'un des chasseurs, Pétia, préfère raconter « une première haine »  ou comment une demoiselle l'a profondément haï lorsqu'il avait huit ans.
Pétia et Sacha, son frère aîné, avaient alors une gouvernante, une jeune fille nommée Zinotchka. Un jour, alors qu'il la surveille, persuadé que la jeune fille maraude au fond du jardin, Pétia l’a surprend en train d’embrasser Sacha. Visiblement, c'est le premier rendez-vous de la jeune fille...
Pétia comprend alors le pouvoir qu'il détient et fait alors chanter les deux amoureux. Dès le soir, goguenard, il révèle à Zinotchka qu'il est au courant de tout... La mère des garçons est stricte et, jamais, elle ne permettrait une telle amourette.
Il voit alors la haine naître, puis grandir dans les yeux de la jeune fille, qu'il finit par dénoncer quelques mois plus tard. La jeune femme se fait alors congédier...
Aujourd'hui encore, quand il va chez son frère et rencontre sa belle-sœur Zinotchka, il sait qu'elle le hait toujours.

## Extrait
« Le dernier regard qu'elle jeta sur la maison fut pour la fenêtre près de laquelle j'étais assis, et, je vous l'assure, ce regard, je me le rappelle encore aujourd'hui. »

## Édition française
- Zinotchka, traduit par Édouard Parayre, Bibliothèque de la Pléiade, Éditions Gallimard, 1970  (ISBN 2-07-010550-4)